# Chimamanda Ngozi Adichie
Chimamanda Ngozi Adichie (sinh ngày 15 tháng 9 năm 1977) là nữ văn sĩ người Nigeria. Các tác phẩm nổi bật bao gồm tiểu thuyết Cẩm Quỳ Tím (2003), Nửa Mặt Trời Vàng (2006), Americanah (2013), tập truyện ngắn The Thing Around Your Neck (2009) và sách tiểu luận We Should All Be Feminists (2014).
Năm 2008, Adichie nhận học bổng danh tiếng MacArthur Genius. Tạp chí phê bình văn học The Times Literary Supplement (TLS) miêu tả Adichie là nhà văn "nổi bật nhất" trong số các tác giả trẻ viết tiếng Anh của văn học Phi châu.

## Học vấn và cuộc sống cá nhân
Adichie, sinh ra ở thành phố Enugu ở Nigeria, là con thứ năm trong một gia đình có sáu người con. Cha cô là James Nwoye Adichie, giáo sư ngành thống kê ở Đại học Nigeria. Mẹ cô, Grace Ifeoma, là cán bộ đào tạo của trường đại học này.
Adichie học Y Dược ở Đại học Nigeria một năm rưỡi. Trong thời gian này, cô biên tập cho nội san The Compass, được điều hành bởi các sinh viên Y khoa của trường. Ở tuổi 19, Adichie đến Hoa Kỳ học truyền thông và khoa học chính trị ở Đại học Drexel ở Philadelphia. Sau đó, cô chuyển tới Đại học Eastern Connecticut State.
Khi còn nhỏ ở Nigeria, Adichie chưa ý thức được về sự kì thị màu da. Sang Hoa Kỳ du học, cô mới nhận thức được điều này. Cô viết về chủ đề chủng tộc trong tiểu thuyết Americanah. Năm 2001, Adichie tốt nghiệp thủ khoa chương trình cử nhân tại Đại học Eastern Connecticut State.
Năm 2003, cô nhận bằng thạc sĩ tại Đại học Johns Hopkins. Năm 2008, cô hoàn tất chương trình Thạc sĩ ngành Phi châu học, Đại học Yale.
Adichie nhận học bổng trường Đại học Princeton niên khóa 2005-06, học bổng MacArthur năm 2008. Cô được trao bằng Tiến sĩ danh dự Văn chương bởi Đại học Edinburgh.

## Sự nghiệp văn chương
Tiểu thuyết đầu tiên của Adichie, Cẩm Quỳ Tím (2003), nhận được nhiều lời khen từ giới phê bình, lọt vào danh sách rút gọn của giải Orange Prize for Fiction (năm 2004). Năm 2005, cô được trao giải Nhà văn Khối Thịnh Vượng Chung cho tác phẩm đầu tay.
Tên của tiểu thuyết thứ hai, Nửa Mặt Trời Vàng (2006), lấy cảm hứng từ lá cờ Cộng hòa Biafra (quốc gia chỉ tồn tại trong 3 năm 1967-1970). Bối cảnh của tiểu thuyết là cuộc Nội chiến Nigeria. Năm 2007, tiểu thuyết này thắng giải Orange Prize for Fiction và Anisfield-Wolf Book Award. Năm 2014, nó được chuyển thể thành phim cùng tên bởi đạo diễn Biyi Bandele, với sự tham gia của các diễn viên danh tiếng Chiwetel Ẹiiofor và Thandie Newton.
Cuốn sách thứ ba của Adichie, The Thing Around Your Neck (2009), gồm 12 truyện ngắn khám phá những mối quan hệ giữa đàn ông và phụ nữ, cha mẹ và con cái, châu Phi và Hoa Kỳ.
Tiểu thuyết thứ ba, Americanah (2013), kể về một cô gái trẻ Nigeria bắt đầu nhận thức sự phân biệt màu da ở xã hội Mĩ. Sách lọt vào top "10 Sách Hay Nhất Năm 2013" trên The New York Times.

## Giải thưởng và đề cử
| Năm       | Giải thưởng                                                                | Tác phẩm                       | Kết quả      |
| --------- | -------------------------------------------------------------------------- | ------------------------------ | ------------ |
| 2002      | Caine Prize for African Writing                                            | "You in America"               | Đề cử[A]     |
| 2002      | Commonwealth Short Story Competition                                       | "The Tree in Grandma's Garden" | Đề cử[B]     |
| 2002      | BBCmeasuring Competition                                                   | "That Harmattan Morning"       | Đoạt giải[C] |
| 2002/2003 | David T. Wong International Short Story Prize (PEN American Center Award)  | "Half of a Yellow Sun          | Đoạt giải    |
| 2003      | O. Henry Prize                                                             | "The American Embassy"         | Đoạt giải    |
| 2004      | Hurston-Wright Legacy Award: Best Debut Fiction Category                   | Cẩm Quỳ Tím                    | Đoạt giải    |
| 2004      | Orange Prize                                                               | Cẩm Quỳ Tím                    | Đề cử[A]     |
| 2004      | Booker Prize                                                               | Cẩm Quỳ Tím                    | Đề cử[D]     |
| 2004      | Young Adult Library Services Association Best Books for Young Adults Award | Cẩm Quỳ Tím                    | Đề cử        |
| 2004/2005 | John Llewellyn Rhys Prize                                                  | Cẩm Quỳ Tím                    | Đề cử[A]     |
| 2005      | Commonwealth Writers' Prize: Best First Book (Africa)                      | Cẩm Quỳ Tím                    | Đoạt giải    |
| 2005      | Commonwealth Writers' Prize: Best First Book (overall)                     | Cẩm Quỳ Tím                    | Đoạt giải    |
| 2006      | National Book Critics Circle Award                                         | Nửa Mặt Trời Vàng              | Đề cử        |
| 2007      | British Book Awards: "Richard & Judy Best Read of the Year" category       | Nửa Mặt Trời Vàng              | Đề cử        |
| 2007      | James Tait Black Memorial Prize                                            | Nửa Mặt Trời Vàng              | Đề cử        |
| 2007      | Commonwealth Writers' Prize: Best Book (Africa)                            | Nửa Mặt Trời Vàng              | Đề cử[A]     |
| 2007      | Anisfield-Wolf Book Award: Fiction category                                | Nửa Mặt Trời Vàng              | Đoạt giải[C] |
| 2007      | PEN Beyond Margins Award                                                   | Nửa Mặt Trời Vàng              | Đoạt giải[C] |
| 2007      | Orange Broadband Prize: Fiction category                                   | Nửa Mặt Trời Vàng              | Đoạt giải    |
| 2008      | International IMPAC Dublin Literary Award                                  |                                | Đề cử        |
| 2008      | Reader's Digest Author of the Year Award                                   | Đoạt giải                      |              |
| 2008      | Future Award, Nigeria: Young Person of the Year category                   | Đoạt giải                      |              |
| 2008      | MacArthur Foundation Genius Grant                                          | Đoạt giải                      |              |
| 2009      | International Nonino Prize                                                 | Đoạt giải                      |              |
| 2009      | Frank O'Connor International Short Story Award                             | The Thing Around Your Neck     | Đề cử[D]     |
| 2009      | John Llewellyn Rhys Prize                                                  | The Thing Around Your Neck     | Đề cử[A]     |
| 2010      | Commonwealth Writers' Prize: Best Book (Africa)                            | The Thing Around Your Neck     | Đề cử[A]     |
| 2010      | Dayton Literary Peace Prize                                                | The Thing Around Your Neck     | Đề cử[B]     |
| 2011      | This Day Awards: "New Champions for an Enduring Culture" category          |                                | Đề cử        |
| 2013      | Chicago Tribune Heartland Prize: Fiction category                          | Americanah                     | Đoạt giải    |
| 2013      | National Book Critics Circle Award: Fiction category                       | Americanah                     | Đoạt giải    |
| 2014      | Baileys Women's Prize for Fiction                                          | Americanah                     | Đề cử[A]     |
| 2014      | Andrew Carnegie Medal for Excellence in Fiction                            | Americanah                     | Đề cử[A]     |
| 2014      | MTV Africa Music Awards 2014: Personality of the Year                      |                                | Đề cử        |
| 2015      | International Dublin Literary Award\|Americanah                            |                                | Đề cử[A]     |
| 2015      | Grammy Awards: Album of the Year                                           | Beyoncé (as featured artist)   | Đề cử        |
| 2018      | PEN Pinter Prize                                                           |                                | Đoạt giải    |

A^  Lọt vào danh sách rút gọn
B^  Giải nhì
C^  Đồng đoạt giải
D^  Đề cử

### Các thành tựu khác

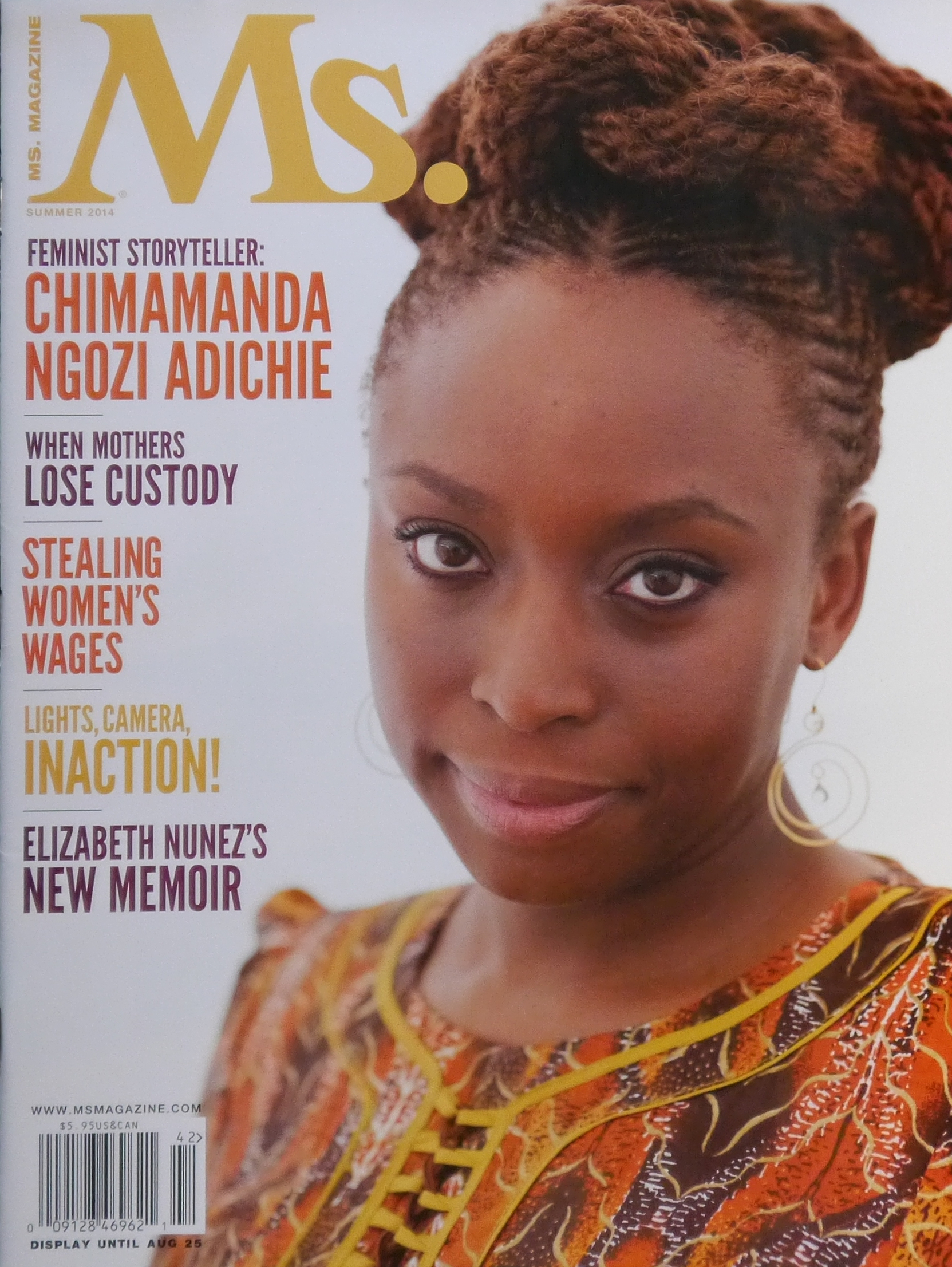
Adichie trên ảnh bìa "'Tạp chí Ms. năm 2014

- 2010 "20 Người Nổi bật dưới 40 Tuổi", báo The New Yorker
- 2013 "Mười Sách Hay Nhất 2013" báo The New York Times, cho tiểu thuyết Americanah
- 2013 "Mười Sách Hay Nhất 2013" đài BBC, cho tiểu thuyết Americanah
- 2013 "Top Global Thinkers năm 2013", tạp chí Foreign Policy[27]
- 2015 "100 Nhân vật Ảnh Hưởng Nhất" bình chọn bởi Time Magazine [28]